# Eiche und Angora
Eiche und Angora ist ein Theaterstück von Martin Walser, das im November 1962 in der Zeitschrift Theater heute erstmals veröffentlicht wurde. Bereits am 23. September desselben Jahres wurde das Stück im Berliner Schillertheater uraufgeführt und stieß bei Zuschauern und Kritikern auf geteilte Meinungen.
Eiche und Angora spielt im Jahr 1945 sowie in den Nachkriegsjahren 1950 und 1960 und zeigt die Geschichte des Alois Grübel, der sich den jeweils gegenwärtigen Umständen nicht schnell genug anpassen kann und somit stets hinter seiner Zeit zurückbleibt. Die prägenden Thematiken des Stücks sind die Vergangenheitsbewältigung der Nachkriegszeit sowie die Frage nach der Schuld der deutschen Bevölkerung.

## Entstehung
Walsers Eiche und Angora ist nach Der Abstecher das zweite von ihm veröffentlichte Theaterstück. Erste Aufzeichnungen in Form einer Auflistung der auftretenden Figuren lassen sich in einem Tagebucheintrag Ende des Jahres 1961 finden. Kurze Zeit später begann er mit ersten Notizen zu seinen beiden weiteren Bühnenwerken Überlebensgroß Herr Krott sowie Der Schwarze Schwan. Walser selbst berichtet in einem Interview mit Henning Rischbieter, er habe erste Notizen zu Eiche und Angora bereits im Jahr 1960 nach der Veröffentlichung seines Romans Halbzeit niedergeschrieben, kurz darauf jedoch sein erstes Bühnenstück Der Abstecher begonnen, das ihm als Übung gedient habe, und Eiche und Angora zunächst beiseitegelegt.
Eiche und Angora bildet das erste von drei Stücken, die Walser unter dem Titel Deutsche Chronik veröffentlichen wollte. Während es Der Schwarze Schwan zur Veröffentlichung sowie am 16. Oktober 1964 in Stuttgart zur Uraufführung brachte, wurde Ein Pferd aus Berlin (Tagebucheintrag vom 8. April 1963) allerdings nie verwirklicht. Stattdessen bildete das 1994/95 verfasste Stück Kaschmir in Parching den dritten Teil der Deutschen Chronik,  deren Theaterstücke jedoch keine Trilogie bilden. „Sie hängen zusammen durch die Zeitgeschichte, die die Anlässe lieferte.“
Die Idee zu Eiche und Angora kam Walser eigenen Angaben zufolge durch eine Geschichte aus dem Jahr 1945, die in seiner Umgebung am Bodensee geschehen war: Mitten in der Idylle der Landschaft um den Bodensee herum wurde ein polnischer Gefangener aufgehängt, der eine Beziehung zu einem deutschen Mädchen gehabt hatte. Da dieser Pole Walser jedoch nicht vertraut genug war, erschuf er eine andere Hauptfigur, den Alois, für sein Stück.

## Handlung

### Szene 1 bis 5 – 1945
Im April 1945 marschieren Kreisleiter Gorbach und der ehemalige Kommunist Alois Grübel, der im Konzentrationslager „politisch erfolgreich umgeschult worden“ ist, zur Anhöhe, dem Eichkopf. Auf dieser soll das künftige Hauptquartier liegen. Alois ist dafür verantwortlich, Gorbach den Weg hinauf zu zeigen. In dem Gespräch der beiden wird deutlich, dass Alois im Konzentrationslager kastriert wurde und daher nicht mehr in der Lage ist, mit seiner Frau Anna Kinder zu zeugen. Im Dorf züchtet er Angorahasen, denen er auf Befehl eines SS-Offiziers des Konzentrationslagers jüdische Namen zugeteilt hat.
Der ehemalige Kellner Maschnik, nun im Dienste der Nationalsozialisten, führt die beiden Gefangenen Maria und den Polen Jerzy, die Alois‘ Frau Anna in flagranti erwischt hat, in Richtung Hauptquartier. Dem Polen droht nun die Todesstrafe aufgrund von „Rassenschande“. Anna tritt hinzu, um sich nach der Strafe für die beiden zu erkundigen und spricht sich für ein milderes Urteil aus. Der SS-Arzt Dr. Zerlebeck, ebenfalls auf dem Weg zum Eichkopf, nutzt das Aufeinandertreffen mit Anna, um diese nach dem gesundheitlichen Zustand ihres Mannes zu befragen, da die Untersuchungen nach Alois‘ Kastration noch nicht abgeschlossen seien. Anna ist das Gespräch merklich unangenehm. Der Jude Woizele, KZ-Kleidung tragend, tritt der Szene bei, scheinbar auf der Suche nach seinen drei Söhnen.
Oberstudienrat Potz erscheint im Hauptquartier, um sich über den für die Schanzarbeiten zuständigen Studienrat Schmidt zu beschweren, der bei den absichernden Arbeiten auf alemannische Königsgräber gestoßen ist und deshalb die Gräben verlegen möchte. Gorbach beauftragt Potz mit der Verhaftung von Schmidt und überträgt ihm den dadurch frei werdenden Posten zur Leitung der Schanzarbeiten.
Kurz nachdem Gorbach Schmidt wegen Befehlsverweigerung angeklagt hat, wird deutlich, dass die Franzosen an der Nachbarstadt Kretzenberg vorbeimarschiert sind und sich kurz vor Brezgenburg befinden. Schmidt bringt seine  Kenntnisse in der Kriegsführung zum Ausdruck und wird aufgrund dessen von Gorbach zunächst frei gesprochen. Alois erhält unterdessen von Gorbach die Erlaubnis, im Dorf seine Hasen zu versorgen.
Die fünfte Szene spielt nach der Kapitulation von Brezgenburg, die Alois dadurch herbeigeführt hat, dass er Angorafelle an die Bürger verkauft hat, die diese zum Zeichen der Kapitulation gehisst haben.  Als Alois nun zum Eichkopf zurückkehrt, wird er zum Tode verurteilt, da er Hochverrat begangen habe. Dieser ist sich den Folgen seiner ungeschickten Tat zwar bewusst, hat die Kapitulation jedoch nicht bewusst herbeiführen wollen; er bezeichnet seine Handlung als „Rückfall“. Es kommt zu einer Diskussion über die Durchführung der Erhängung Alois‘, da Dr. Zerlebeck Alois als Untersuchungsgegenstand erhalten haben möchte. Als Gorbach Alois den letzten Wunsch gewährt, möchte dieser in den Gesangsverein aufgenommen werden – ein lange gehegter Traum. Alois bekommt die Gelegenheit, etwas vorzusingen, wodurch Gesangsvereinsleiter Potz – trotz seines anfänglichen Plädierens für den Tod Alois‘ – gerührt scheint. Als Schüsse ertönen, wird die Diskussion um Alois niedergelegt, um sich der Rettung aller auf dem Eichkopf zu widmen. Alois erklärt den anderen seinen Plan, sich
gegenseitig zu fesseln, um den Anschein zu erwecken von der jeweils gegnerischen Seite (SS oder Franzosen) überfallen worden zu sein – keiner weiß, ob die SS oder die Franzosen zuerst da sein werden. Dies wird in die Tat umgesetzt.

### Szene 6 bis 7 – 1950
Fünf Jahre nach der Befreiung vom Nationalsozialismus feiern die Bürger auf dem Eichkopf ein Fest, bei dem der neue Sänger des Gesangsvereins, Alois Grübel, seinen ersten Soloauftritt haben soll. Zum Gedenken an die Kapitulation wird eine Erinnerungstafel am Eichkopf angebracht, auf der folgende Worte stehen: „Wer die Heimat mit Waffen verteidigt, zerstört sie.“ In einem zunächst höflichen Tonfall führen Potz und Anna ein Gespräch über Alois’ bevorstehenden Auftritt. Anna möchte Potz davon überzeugen, Alois keinen Soloauftritt zu gewähren, da sie eine Katastrophe befürchtet, stößt jedoch auf ein stures und verständnisloses Gegenüber. Während Anna die Dekoration des Sängerfestes zerstört, trifft sie auf den verwirrt scheinenden Woizele, der erneut über seine Söhne spricht.
Alois erleidet bei seiner Ansprache erneut einen Rückfall: Die Nennung der Namen von SS-Offizieren und der Gebrauch einer nationalsozialistisch geprägten Sprache, die ihm im Konzentrationslager eingetrichtert wurde, befremdet die Zuhörer. Am Ende der Szene wird er abgeführt und in eine Anstalt gebracht, sodass ihm sein erster Auftritt als Mitglied des Gesangsvereins verwehrt bleibt.

### Szene 8 bis 11 – 1960
Gleicher Ort, 15 Jahre nach der Kapitulation der Bewohner Brezgenburgs: Woizele ist der einzige Gast im Restaurant Teutach-Blick und unterhält sich mit dem Inhaber Gorbach und Anna, die gerade Stühle abwäscht. Es wird deutlich, dass Woizele von den Erinnerungen an die NS-Zeit geplagt wird und traurig ist, weil seine Söhne fort sind. Neben Woizele scheint auch Anna die Anwesenheit von Kindern zu vermissen, die sie mit Alois niemals haben wird. Woizele tritt ab, Alois erscheint, und die Vorbereitungen für das Sängerfest gehen voran. Gorbach veranlasst Alois zur Tötung von dessen Hasen, da deren Gestank die Gäste fernhalten würde. Die Tafel – nun als „Schandtafel“ bezeichnet – wird abmontiert, um nicht mehr an die vergangenen Zeiten zu erinnern.
Potz und Semper des hiesigen Gesangsvereines treffen letzte Absprachen mit zwei Sängern der Vereine aus den benachbarten Orten Kretzenburg und Bremberg; Forderungen werden laut: Man verlangt das Fernbleiben des ehemaligen SS-Arztes Zerlebeck, „weil ein jüdischer Förderer des Männergesangs Anstoß nehmen könnte.“ Dank des Protestes von Potz und Semper einigt man sich lediglich auf die Zurückhaltung Zerlebecks beim Sängerfest. Alois Ausschluss hingegen wird zum Kompromiss: „Nach allem, was man so weiß über die Nachtigall von Brezgenburg. Da denkt doch jeder an KZ, an die unmenschlichen Jahre.“
Alois wird sein Ausschluss vom Sängerfest schmerzlich bewusst. „Wütend nagelt er die Felle seiner toten Angorahasen an die zum Sängerfest aufgestellten Vereinsfahnen.“ Aufgrund seines dritten Rückfalls wird Alois erneut in die Anstalt St. Fazzen eingeliefert. Erstmals wird auch Anna aufgrund ihrer Alkoholsucht in ein Heim gebracht.

## Personenübersicht

### Alois Grübel
Die Hauptfigur des Dramas, Alois Grübel, ist als Kommunist zur Zeit des Nationalsozialismus inhaftiert und im Konzentrationslager umerzogen worden. Sein großes Hobby ist die Angorahasenzucht, die er im Konzentrationslager begonnen und auch außerhalb weitergeführt hat. Seine Hasen tragen die Namen von getöteten Juden aus dem Lager.
Im Konzentrationslager hat Alois als „Versuchskaninchen“ gedient: Er wurde kastriert und auch nach seiner Entlassung unter strenge Beobachtung von SS-Arzt Zerlebeck gestellt. Seine Naivität sowie sein ungetrübter Glaube an die nationalsozialistische Ideologie führen dazu, dass Alois sich trotz seines Unwohlseins den penetranten Befragungen Zerlebecks aussetzt: „Der Doktor Moser hat ja gesagt, es ist für die ganze Menschheit, daß eine Rasse immer besser wird.“ Dass die Umschulung Alois‘ zum treuen Nationalsozialisten gelungen ist, beweist er nicht nur dadurch, dass er sich „vorbehaltlos in den Dienst des Kreisleiters Gorbach“ und damit unter den Befehl eines führenden Nationalsozialisten stellt. Aus Alois’ Redebeiträgen geht eindeutig die erfolgreiche Indoktrination der nationalsozialistischen Ideologie hervor, die in diesem Ausmaß selbst bei anderen SS-Funktionären des Stücks nicht offenkundig wird: „Der deutsche Mensch, Herr Kreisleiter, der steht auf dem Spiel. Weil doch die Rasse sonst erledigt ist, wenn die Untermenschen uns überwinden. Der Unterscharführer Schöck hat aber gesagt zu uns: dem Alois seine Angorahasen, die sind so hoch über einem normalen Hasen wie der deutsche Mensch über dem Untermenschen.“
In der ersten Szene des Stückes werden insbesondere durch die Gegenüberstellung des Kreisleiters Gorbach und Alois dessen positive Charaktereigenschaften herausgestellt: Alois, als einfacher Mann in einer hierarchieniedrigeren Position als Gorbach, übernimmt die Wegesführung zum neuen Hauptquartier, das er aufgrund der günstigen Lage ausgewählt hat. Unbekümmert und mutig betritt er dabei sogar das Gebiet des Konkurrenten, das auf der schnellsten Route zum Eichkopf liegt. Anders als Gorbach übernimmt Alois in der ersten Szene nicht nur die Verantwortung für ihre beiden Schicksale, sondern ebenso für die der Bewohner Brezgenburgs, da der Eichkopf als Hauptquartier einen wichtigen strategischen Punkt in der Verteidigung einnimmt.
Dass Alois dennoch von Gorbach als Faktotum angesehen wird, zeigt die vierte Szene, in der Alois die Aufgabe übertragen bekommt, der schuldig gewordenen Maria die Haare zu scheren; eine Pflichtaufgabe, die er nur widerwillig übernimmt.
Alois sorgt mit seiner nicht durchdachten Tat – er verkauft seine Angorafelle an die Brezgenburger – für die Kapitulation der Stadt. Als er mit dem Vorwurf des Hochverrats konfrontiert wird, gibt er sich unwissend, nimmt die Schuld jedoch auf sich: „Es muß ein Rückfall gewesen sein.“ Nicht nur seine Parteifreunde, auch Alois selbst führt sein Handeln auf eine plötzlich wieder auftauchende kommunistische Gesinnung zurück.
Kurz vor seiner Hinrichtung durch den Strang soll Alois‘ letzter Wunsch erfüllt werden: sein lange gehegter Wunsch der Aufnahme in den Gesangsverein scheint nahe. Dieser wird ihm zwar nicht gewährt, aber er erhält die Chance, dem Vereinsleiter Potz ein Lied vorzusingen, der von der bezaubernden Stimme überwältigt ist. Letztlich kann Alois‘ Tod verhindert werden, da Alois begangene Tat in Vergessenheit gerät; andere Vorkommnisse treten in den Vordergrund.
Fünf Jahre sind vergangen und Alois scheint es gelungen zu sein, seinem Wunsch ein Stück näher zu kommen, denn sein erster Auftritt als Mitglied im Gesangsverein steht bevor. Ihm wird eine Stimme wie eine Nachtigall bescheinigt, ein wunderschöner Tenor – der Nebeneffekt seiner Kastration im Konzentrationslager. Was für Alois ein Wunsch ist, weckt in Anna den Unmut: Sie möchte Alois von seinem Auftritt abhalten, der sich jedoch von den warmen Worten Potz‘ einnehmen lässt und seine Frau weg schickt. Bevor Alois jedoch überhaupt seine Stimme unter Beweis stellen kann, erleidet er einen erneuten Rückfall: Während die Befreiung vom Nationalsozialismus gefeiert wird, kommen bei Alois Erinnerungen an die NS-Zeit hoch, an denen er Einwohner Brezgenburgs in seiner Rede teilhaben lässt und damit für Befremdung sorgt: „Der Unterscharführer Schöck hat gesagt: Alois, wer die Idee begriffen hat, der kommt durch. Und dann hat er zu den anderen gesagt: Schaut den Alois an, ein einfacher Mensch, aber die Idee hat er begriffen.“ Alois wird, noch bevor er als Sänger seinen großen Auftritt feiern kann, abgeführt und in die Klinik St. Fazzen gebracht, wo er „zum Verfechter der Freien Marktwirtschaft und auch zum überzeugten Antikommunisten gemacht wird.“
Am gleichen Ort, zehn Jahre später, soll Alois nun die Chance erhalten, beim diesjährigen Sängerfest aufzutreten. Er scheint sich während seines Aufenthaltes in der Klinik erholt zu haben, betreibt weiterhin seine Hasenzucht und steht Gorbach zu Diensten. Gutmütig und altruistisch wie Alois ist, lässt er Gorbach zuliebe seine geliebten Hasen vernichten, da er nicht für dessen Bankrott – die Gäste in Gorbachs Restaurant würden sich vom Hasengestank gestört fühlen – verantwortlich sein möchte. Alois‘ scheinbar akzeptables Leben wird mit einem Mal zerstört: Ihm wird die Teilnahme am Sängerfest verboten. „Dieser erneute Ausschluss löst Alois‘ dritten Rückfall aus: Er hängt die blutigen Felle seiner Angoras, die seine Frau Anna geschlachtet hat, an die Traditionsfahnen der Gesangsvereine.“ Die Folge dessen ist seine erneute Einweisung in die Klinik.
Alois Grübel „ist ein Zertretener, ein Mensch, dem die herrschende Gesellschaft das Rückgrat gebrochen hat.“ Im Gegensatz zu den Figuren, die der hierarchiehöheren Klasse angehören, gelingt es Alois nicht, sich den Gegebenheiten der gegenwärtigen Zeit anzupassen. „So wird er zur Verkörperung des schlechten Gewissens der Hautevolee von Brezgenburg. Doch diese Leute haben Übung darin, das Gewissen zum Schweigen zu bringen“ und lassen Alois mehrfach in eine Klinik einweisen.
Ähnlich wie Anna und der Jude Woizele wird Alois als ein Opfer der Nationalsozialisten dargestellt, der nicht nur während seiner Zeit im Konzentrationslager physisch und psychisch versehrt wurde, sondern auch nach 1945 von ebendiesen ehemaligen Funktionären gequält wird. Insbesondere der dritte Rückfall weist auf den Opferstatus Alois‘ hin: „Der jüdische Stammbaum von Alois‘ Hasen endet mit der Endlosschleife seines eigenen Namens, Alois wird so eingemeindet in die Opfergruppe des Holocaust.“
Martin Walser selbst sieht in Alois den Repräsentanten des Volkes, das ebenso wie dieser Schwierigkeiten dabei hat, die jeweils gegenwärtig vorherrschende Ideologie anzunehmen: „Ja, es sollte natürlich in den einzelnen Stationen dieses Stückes herauskommen, daß dieser ganz einfache Mensch, der eine Art Repräsentant – wenn Sie mir gestatten – des großen anonymen Volkskörpers ist, daß es dieser Volkskörper sehr viel schwerer hat, den einzelnen Wandlungen, die von ihm politisch verlangt werden, nachzuhinken, als die wendigen agilen Entwerfer der jeweils neuen Wendungen.“

### Anna Grübel
Anna ist Alois Frau. Sie arbeitet als Bedienung, ist jedoch gelernte Hebamme. Bereits bei ihrem ersten Auftritt wirkt sie verzweifelt: „Sag ihm, ich hätte unsichere Hände. Gläser hab ich im Griff. Kinder könnte ich fallen lassen. Sag ihm: Anna hat Angst.“ Aus diesem Grund ist sie nicht mehr bereit, als Hebamme tätig zu sein. Sie fühlt sich schuldig für die Verhaftung von Jerzy und Maria, auch wenn sie dies bestreitet. Von den Bewohnern Brezgenburgs fühlt sie sich verurteilt für ihre Öffentlich-Machung der Affäre von Maria und Jerzy.
Bei einem Aufeinandertreffen mit dem Arzt Zerlebeck wird ihre Abscheu gegenüber diesem deutlich: Sie verurteilt ihn für dessen Umgang mit ihrem Mann und will sich nicht wie dieser ausnutzen lassen. Damit stellt sie sich über Alois und demonstriert plötzlich Stärke. Auch Potz tritt sie im Jahre 1950 selbstbewusst gegenüber, ist sich der manipulativen Art der ehemaligen NS-Funktionäre und damit auch Alois’ Naivität und Schwäche bewusst: „Zuerst macht man mir den Alois zum Hasenzüchter. Dann richtet man ihn zum Singen ab. Wie’s den Herren grad paßt.“ Für Anna stellt das Singen nicht vordergründig Alois‘ größten Wunsch dar, sondern ist das Zeichen für die erneute Einflussnahme der Mächtigen auf den zertretenen Alois.
Im Jahr 1960 wird Anna Zeuge, wie Alois Gorbach verspricht, seine Angorahasen zu töte. Anna, für die die Hasen stets ein Zeichen von Alois‘ Umwandlung im Konzentrationslager waren – im Konzentrationslager hatte er mit der Zucht der Hasen begonnen und diese anschließend weitergeführt –, war enttäuscht darüber, dass Alois die Hasen nicht ihretwegen umbrachte, wie sie es sich lange ersehnt hatte. Dennoch oder möglicherweise gerade deshalb übernimmt Anna die Schlachtung der Hasen.
Zum Ende des Stückes weist Anna paranoide Züge auf: Sie fühlt sich verfolgt und bedroht von den vor ihren Augen erscheinenden Krähen. Anna und Alois scheinen die Rollen in ihrer Beziehung getauscht zu haben: Erstmals zeigt Alois sich als derjenige, der geistig über seiner Frau zu stehen scheint und sie beschützt. Zum Schluss wird sie aufgrund ihrer Alkoholsucht in eine Klinik gebracht. Auch Anna ist somit zum Opfer des Nationalsozialismus geworden, „da sie aufgrund von Alois‘ Verstümmelung kinderlos geblieben und in ihrem Kummer zur Alkoholikerin geworden ist.“

### Gorbach
Kreisleiter Gorbach ist für den Kreis Brezgenburg als Befehlshaber mit einem Mitarbeiterstab offiziell verantwortlich für die Verteidigung der Stadt. Schwerfällig wie er ist, bewältigt er den Weg zum Eichkopf hinauf nur in angestrengtem Zustand. Er selbst hält große Stücke auf sich und setzt sich gegenüber anderen stets in ein gutes Licht. Dass es ihm an Kompetenzen zur Führung seiner Mitarbeiter und insbesondere an militärischen Kenntnissen mangelt, wird u. a. dadurch zum Ausdruck gebracht, dass andere auftretende Figuren diejenigen sind, die ihm militärische Pläne zum Absegnen vorlegen, ohne dass dieser selbst arbeiten muss. Seine unbeholfene Art Befehle zu formulieren, beziehungsweise endgültige Entscheidungen auszusprechen, z. B. bei der Anklage Alois‘, verstärken diesen Eindruck. Als die Kapitulation Brezgenburgs geschehen ist, zieht Gorbach sich aus sämtlicher Verantwortung heraus, will nicht als der Schuldige deklariert werden, der Alois nicht von dessen Fehlverhalten abgehalten hatte.
Fünf Jahre später hingegen – Gorbach ist nun Bürgermeister der Stadt – findet er nicht nur lobende Worte für Alois beherzte und rettende Tat im Jahr 1945, sondern präsentiert auch sein damaliges Verhalten als ein bewusstes Eingreifen in die Geschehnisse, durch das Brezgenburg befreit werden konnte.
Im Jahr 1960 tritt Gorbach als der Inhaber des Höhenrestaurants Teutachblick auf, der die Gäste bewirtet und sein Restaurant auf das Sängerfest zu Pfingsten vorbereitet.

### Potz
Der SA-Führer Potz tritt dem Kreisleiter Gorbach gegenüber voller Selbstbewusstsein auf, macht diesen auf sein Fehlverhalten aufmerksam und überzeugt ihn mit fachlichen Argumenten, verantwortungsvolle Aufgaben an ihn zu übertragen. Im Gegensatz zu seinem anfänglichen Kontrahenten Schmidt tritt Potz zunächst voller Tatendrang für den Endkampf mit den Franzosen ein. Beide liefern sich zu einem späteren Zeitpunkt ein Wortgefecht über das weitere Vorgehen zur Verteidigung, bei dem sie mit Argumenten auftrumpfen wollen und dadurch insbesondere das Unwissen von Gorbach herausgestellt wird.
Selbstbewusst und angetrieben von Wut macht Potz Gorbach Vorwürfe, Alois in die Stadt gelassen und somit die Auslieferung an die Franzosen nicht verhindert zu haben. Er weist Gorbachs Ausreden sarkastisch zurück: „Und dann geht er hin und liefert die Stadt dem Feind aus, der tiefgläubige Nationalsozialist.“ Er wirft Gorbach Versagen auf ganzer Linie vor und stellt ihn bloß, indem er – im Gegensatz zu Gorbach – nicht hilflos agiert, sondern Ideen zum weiteren Vorgehen liefert.
Als Potz Alois Gesangsstimme hört, fällt dieser völlig aus seiner bis hierhin vorherrschenden Rolle als Funktionär und Antreiber in der Verteidigung Brezgenburgs heraus und lässt sich stattdessen gänzlich von der Musik, seinem Spezialgebiet, einnehmen. Damit ist er nicht mehr die führende Person, die Alois‘ Tod fordert, sondern trägt sogar zu dessen Freispruch bei.
Im Jahr 1950 hat Gesangsvereinsleiter Potz kein Selbstvertrauen einbüßen müssen. Anders als fünf Jahre zuvor setzt er sich für Alois Auftritt ein – jedoch nicht vordergründig, um diesem eine Freude zu machen, wie er behauptet, sondern um Alois‘ einzigartige Stimme präsentieren zu können und somit selbst als Verantwortlicher zu profitieren. Beim bereits geschilderten Versuch Annas, Alois zu einer Absage des Auftritts zu bewegen, konfrontiert Potz sie unvermittelt mit ihrer Alkoholsucht. Mit schmeichelnden Worten hingegen kann er Alois für sich gewinnen: „Das ist doch gerade das Wunder einer solchen Stimme, daß sie uns alles vergessen läßt. Alle irdische Unzulänglichkeit. Nicht wahr, Alois?“
15 Jahre nach der Befreiung Brezgenburgs, kurz vor dem alljährlichen Sängerfest stellt Potz sein wahres Gesicht im Gespräch mit Vertretern anderer Gesangsvereine und Schmidt, inzwischen ein Sangeskollege, zur Schau: „Aber welche Wahl hatte ein Mann wie Zerlebeck. Rot oder braun, Herr Hartstern, das war unsere Wahl. Ihr Glück, unser Glück, Herr Hartstern, daß wir heute einen Staat haben, der sich zu helfen weiß gegen die rote Drohung. Der Nationalsozialismus ist überflüssig geworden. Ein Anachronismus.“ Potz nimmt nicht nur den ehemaligen SS-Arzt Zerlebeck in Schutz, sondern verteidigt auch sich selbst: „Ja, ich war so ein dummer, blinder, armer Mitläufer. Aber ich habe gebüßt. Fünf Jahre keinen Chor mehr. Dafür Stallarbeit.“ Damit plädiert er für die Entlastung sämtlicher im Nationalsozialismus tätigen Funktionäre und Mittäter und befreit sich von aller Schuld. Er opfert Alois, indem er diesen vom Sängerfest ausschließt und damit für einen erneuten Rückfall mitverantwortlich ist, um das oberste Ziel, die Verdrängung „der unmenschlichen Jahre“, zu erreichen.

### Schmidt
Studienrat Schmidt wurde beauftragt, Verteidigungsgräben anzulegen, stößt aber dabei auf alemannische Königsgräber und beschließt „sein heimatgeschichtliches Interesse an der Erforschung der Gräber über die ‚totale‘ Endkampfanstrengung“ zu stellen. Aufgrund dessen wird er in Haft genommen und zum Eichkopf geführt. Schmidt weiß mit seiner Ausdrucksstärke und seinem Fachwortschatz zu überzeugen, sodass Gorbach ihn freispricht, um ihn für die Verteidigung Brezgenburgs einsetzen zu können.
Im Jahr 1960 tritt Schmidt ebenso wie Potz als Vertreter des Gesangsvereins auf und trägt zwar nicht mit Argumenten, aber durch seine Befürwortung dafür ein, dass Zerlebeck beim Sängerfest toleriert, Alois hingegen ausgeschlossen wird. Er entzieht sich durch seine Enthaltung jeglicher Verantwortung.

### Dr. Zerlebeck
Der „SS-Funktionär und Amtsarzt“ Dr. Zerlebeck ist zuständig für ‚seinen Fall‘ Alois Grübel: Seit dessen Kastration im Konzentrationslager führt Zerlebeck „minuziös, zum höheren Ruhme wertfreier Wissenschaft, über die physischen und psychischen Folgen der Entmannung des Alois Buch“. Er stellt immer wieder Fragen, die die Intimsphäre und das Sexualleben des Ehepaares Grübel betreffen und sorgt damit dafür, dass nicht nur Alois, sondern auch Anna sich unwohl fühlt. Zerlebeck legitimiert sein Handeln ständig mit Aussagen wie: „Ich kann dich nicht zwingen. Aber die Wissenschaft, Alois.“, wodurch es ihm gelingt, den naiven Alois zur Mitarbeit zu überzeugen.
Mit der Gestaltung dieser Figur entlarvt Walser ein typisches Phänomen im Nationalsozialismus: „den Mythos einer Wissenschaftlichkeit, die ethisches Handeln einer scheinbar fortschrittlichen Rationalität opfert.“

### Maschnik
Der ehemalige Kellner Maschnik wurde mit der Aufgabe betraut, Gefangene zum Eichkopf zu bringen. Er trägt eine Armbinde des Volkssturm-Mannes. Er hadert damit, nicht seiner wahren Leidenschaft, dem Herrichten einer Mahlzeit, nachkommen zu können. Mehrfach bietet er den Vorbeikommenden – auch dem Juden in KZ-Kleidung – seine Dienste an, die jedoch ablehnen. Die Motivation, seinen übertragenen, ungeliebten Aufgaben nachzukommen, zieht er allein aus der Tatsache, dass er einem Befehl gehorchen muss. Den nationalsozialistischen Gepflogenheiten hält er die Treue: „Heil Hitler, Herr Doktor.“ Als Maschnik jedoch den Tisch umstoßen soll, um Alois, der auf diesem steht, dadurch zu erhängen, gibt er Widerworte: „Als jemand, der immer Tisch eingedeckt hat und bemüht war, nichts umzustoßen, kann er keinen Tisch mutwillig umwerfen – das geht gegen sein berufliches Ethos.“
Auch in den Jahren nach der Befreiung ist Maschnik für Hilfsarbeiten zuständig und steht Gorbach weiterhin zu Diensten.

### Josef Woizele
Josef Woizele tritt als Jude in Sträflingskleidung in Erscheinung. Nachdem das KZ Tottlach, in dem er anscheinend in früherer Zeit gemeinsam mit seinen drei Söhnen inhaftiert war, befreit wurde, sucht der Vater im Wald nach seinen toten Jungen. „Seine Profession [vor der Inhaftierung] wird von Walser beschrieben als ‚Blumen, Gemüse, Grabpflege‘.“  Auch nach der Befreiung durch die Franzosen wird Woizele von Erinnerungen an die Grauen im Konzentrationslager gequält, insbesondere von den eingeprägten Gerüchen der Judenverbrennung in Krematorien. Bis zuletzt scheint er nicht verstanden zu haben, dass seine Söhne noch vor der Befreiung gestorben sind.

### Maria
Die Kellnerin Maria ist eine Affäre mit dem Polen Jerzy eingegangen und wurde von Anna Grübel erwischt, die diesen Vorfall in der Öffentlichkeit bekannt gemacht hat. Maria selbst weist alle Schuld für ihre und Jerzys Verhaftung von sich. Sie habe Anna für vertrauenswürdiger gehalten und sei enttäuscht und wütend über deren Anzeige. Nach Marias Verhaftung wird sie auf den Eichkopf gebracht. Nachdem sie ihre Strafe – Alois schor ihr die Haare – erhalten hat, darf sie ins Dorf zurückkehren.

### Jerzy
Der Pole Jerzy hatte eine Affäre mit der Kellnerin Maria und wird deshalb der „Rassenschande“ angeklagt. Anna, die Maria und Jerzy zusammen erwischt hat, setzt sich für dessen Freilassung ein, die ihr letztendlich gelungen scheint.

### Blab und Semper
Blab und Semper, Mitglieder in den Gesangsvereinen Bremberg und Kretzenberg, treffen sich zu einer Besprechung mit den Vertretern des Brezgenburger Gesangsvereines, Potz und Schmidt, um Bedingungen zum Sängerfest an Pfingsten im Jahr 1960 aufzustellen. Zunächst noch selbstbewusst auftretend, fordern sie den Ausschluss des ehemaligen SS-Arztes Zerlebeck, da ihr jüdischer Sponsor, Direktor Hartstern, „fast krankhaft empfindlich“ sei in diesem Punkt. Die Ausreden ihrer Gegenüber zur Mittäterschaft Dr. Zerlebecks im Nationalsozialismus nehmen beide unhinterfragt an und begnügen sich mit der Zurückhaltung Zerlebecks beim Fest. Eine derart große Diskussion um den Ausschluss Alois‘ gibt es dagegen erst gar nicht: Es genügt, dass Semper das Argument bringt, Alois‘ Stimme rege zum Erinnern an „die unmenschlichen Jahre“ an. Blab und Semper, ebenso wie Potz und Schmidt, sind Vertreter des Gros der Bevölkerung in den Jahren nach der Befreiung: das Nicht-Erinnern und damit das Verdrängen der nationalsozialistischen Vergangenheit ist die oberste Priorität.

### Zenker
Zenker ist ein Hitlerjunge ohne große Sprechanteile im Stück, der auftritt, um Hilfsarbeiten am Hauptquartier zu verrichten.

## Historischer Kontext
Walser intensivierte seine Arbeit zum Theaterstück Ende 1961, zu einer Zeit, in der Deutschland von seinem wirtschaftlichen Aufstieg geprägt war. Zwei Ereignisse in diesem Jahr erscheinen aus heutiger Sicht von besonderer Relevanz: Zum einen bildete das Jahr 1961 mit dem Bau der Berliner Mauer das Jahr der Teilung Deutschlands, auf die im Nachfolgenden nicht weiter eingegangen wird. Des Weiteren wurde durch den Prozess von Adolf Eichmann in Israel erstmals die Judenvernichtung während des nationalsozialistischen Regimes öffentlich in dem Ausmaß zur Sprache gebracht. Adolf Eichmann wurde zum Tode verurteilt und im Juni 1962 hingerichtet. Für Diskussionen in Deutschland sorgte insbesondere auch Hannah Arendt, die den Prozess als Pressekorrespondentin in Israel verfolgte und die „Verbrechen Eichmanns als ‚Banalität des Bösen‘“ charakterisierte. „Mit ihrer Begriffsprägung wollte Arendt auf das Phänomen aufmerksam machen, dass ‚das Böse‘ Bestandteil einer unauffälligen Normalität sein kann: Ein Massenmörder konnte zugleich ordentlicher Beamter und liebender Vater sein.“
Anfang der 60er Jahre wandelte sich zudem die Meinung der deutschen Öffentlichkeit: Votierten 1958 nur ein Drittel dafür, einen Schlussstrich unter die Aufarbeitung der Vergangenheit zu ziehen, stieg der Prozentsatz 1963–1965 auf mehr als 50 Prozent an. Die Begründung lautete: „Weil wir Deutsche […] endlich aufhören sollten, unser eigenes Nest zu beschmutzen‘.“ Trotz eines breiten öffentlichen Interesses am Eichmann-Prozess sowie an den Mitte der 60er Jahre folgendem Auschwitz-Prozess minderte sich in der Bevölkerung die Zustimmung an der „Fortführung der strafrechtlichen Verfolgung von NS-Tätern.“ In dieser Zeit des Stimmungswandels brachte Walser sein Stück Eiche und Angora auf die Bühne.

## Werkkontext

### Schauplatz ‚Am Eichkopf‘
Der Eichkopf, Hauptschauplatz des Theaterstückes, existiert tatsächlich. Er liegt im Wetteraukreis und somit im Regierungsbezirk Darmstadt in Hessen. Auf dem Gelände des Eichkopfes befindet sich ein Kleinkastell, das zu Zeiten der Römer als militärischer Standort gedient hat. Unweit dieses Kastells befindet sich ein Sendebunker, der zu dem Bunkerkomplex ‚Führerhauptquartier Adlerhorst‘ gehörte und der für führende Nationalsozialisten errichtet worden war und zeitweise als Führerhauptquartier diente.

### Deutschland nach der Kapitulation 1945
Als die Reichsregierung am 8. Mai 1945 die bedingungslose Kapitulation Deutschlands unterschrieb, waren die Kampfhandlungen im französischen Besatzungsgebiet bereits seit April niedergelegt. „Politisch, staats- und völkerrechtlich [hatte Deutschland] zunächst aufgehört, als souveränes Mitglied der internationalen Staatengemeinschaft zu existieren. Als Besatzungsgebiet vollständig ausländischer oder fremder Hoheit und Gewalt unterworfen, erlebte die deutsche Bevölkerung nun selbst, was in ihrem Namen und mit ihrer Mitwirkung so vielen anderen Völkern zugefügt worden war.“
Nach mehreren Kriegsjahren hatte das Land mit zahlreichen Folgen zu leben: Der Verlust von Millionen Kriegsopfern und das Leben mit und als Vertriebene, Wohnungsnot, Ernährungsnot, Grundversorgungsdefizite prägten den Alltag in Deutschland. „Unter der Last der Kriegsniederlage, der Trümmerwüsten, der materiellen Not und der Entnazifizierung sahen sich Millionen Deutsche selbst als Opfer.“ Das eigene Leid stand dabei im Vordergrund, kaum jemand sprach über die Massenvernichtung der Juden oder andere Gräueltaten des nationalsozialistischen Regimes. Die deutsche Bevölkerung stand der Besatzung durch die Alliierten und damit dem Versuch der Einführung einer Demokratie zunächst skeptisch gegenüber: „Ein politisches Streben nach Demokratie und politischer Freiheit beherrschte vor und um 1945 nicht die Gedanken der Mehrheit.“ Dies lässt sich unter anderem auch darauf zurückführen, dass zahlreiche Deutsche die NSDAP unterstützt hatten. „Zu viele glaubten nach 1945 und noch länger, dass nicht der Nationalsozialismus selbst, sondern seine sogenannten ‚Übertreibungen‘, der rassistisch begründete Ausrottungsversuch und millionenfache Massenmord der europäischen Juden oder der Eroberungs- und Vernichtungskrieg in Osteuropa das Problem gewesen waren.“ Noch Anfang der 50er Jahre nannten knapp die Hälfte der Befragten auf die Frage, wann es Deutschland am besten gegangen sei, die Zeit des Nationalsozialismus. Die Zustimmung zur Demokratie stieg erst Ende der 50er Jahre, als sich dank des ‚Wirtschaftswunders‘ die individuellen Lebensumstände der Menschen verbesserten.
Ein festgelegtes Ziel der Politik der Alliierten war die Entnazifizierung, „womit eine Art ‚Tiefenreinigung‘ der deutschen Gesellschaft von denen gemeint war, die sich durch offenes Sympathisieren mit den Nationalsozialisten kompromittiert hatten.“ Die Entnazifizierungsprozesse verliefen in den jeweiligen Besatzungszonen äußerst unterschiedlich, wurden aber um 1948, angefangen in der sowjetischen Zone, nach und nach beendet. Die Folge war, dass zahlreiche ehemalige Funktionäre der Nationalsozialisten in höhere Positionen im öffentlichen Dienst oder in die Privatwirtschaft zurückkehrten.
Kurz nach der Kapitulation Deutschlands standen 22 Hauptkriegsverbrecher im ersten Nürnberger Prozess vor Gericht, die von den Siegermächten angeklagt worden waren. Im Oktober des Jahres 1946 wurde das Urteil gefällt: „Zwölf Angeklagte wurden zum Tode verurteilt, drei zu lebenslanger Haft und vier zu langjährigen Haftstrafen.“ In Nachfolgeprozessen, die bis ins Jahr 1949 reichten, wurde das Ausmaß der Verbrechen der nationalsozialistischen Herrschaft deutlich. „Das habe man weder gewusst noch gewollt, hieß es immer wieder.“ Im Fokus der Prozesse standen jedoch insbesondere die Kriegsverbrechen der Deutschen, während das Verbrechen gegen die Menschlichkeit, der Mord an Millionen Juden, damit „kaum als eigenständiger krimineller Komplex des nationalsozialistischen Weltanschauungskrieges“ nicht als einzelner Straftatbestand betrachtet wurde.

## Thema des Stücks – der Umgang mit Schuld und Verantwortung
Zunächst einmal lohnt ein Blick auf das in Martin Walsers Werk nicht in direkter Form von Figuren auftretende Volk Brezgenburgs: Dieses hat seinen größten Auftritt zwischen den Szenen vier und fünf – in einem Dialog wird nachträglich über die Handlungen des Volkes gesprochen –, als es die Entscheidung trifft, als Zeichen der Kapitulation die von Alois erhaltenen weißen Felle aufzuhängen. Damit ist es das Volk, das seinem Wunsch nach Friede Ausdruck verleiht und zugleich symbolisiert, dass nicht der Glaube an den Endsieg durch die Nationalsozialisten in der Bevölkerung vorherrschend ist.
Wie Walser in einem Interview betont hat, steht die Hauptfigur Alois als Repräsentant des Volkes Brezgenburg und damit zugleich „repräsentativ für die gewöhnlichen Deutschen“. Um diese Aussage einordnen zu können, ist eine detaillierte Analyse des Alois, insbesondere seiner Rückfälle, hilfreich. Alois gehört zum „dienenden Volk“ und hat damit den untersten Rang der im Stück dargebotenen Hierarchieordnung inne. „Alois wird als Knecht nicht nur in einem gesellschaftlich beschränkten Kreis von den oben genannten Herren ausgebeutet.“ Seinen ersten Rückfall erleidet Alois zur Zeit des Nationalsozialismus im Jahr 1945, als die Idee des Kommunismus in seinen Handlungen erkennbar scheint. Fünf Jahre später wird durch seinen zweiten Rückfall deutlich, dass er den gegenwärtig vorherrschen Pazifismus noch nicht verinnerlicht und die Ideologie des Nationalsozialismus noch nicht überwunden hat, als er in einer Rede die Parolen von NS-Funktionären schwingt. Anders als die auftretenden ehemaligen Parteifunktionäre fällt Alois auch 1960 aus der Mehrheit heraus, die die Vergangenheit möglichst zu verdrängen sucht, als er mit dem Aufhängen der Angorafelle an den Holocaust erinnert. Martin Walser „will die tragikomische Situation eines einfachen Mannes zeigen, der sich nicht so schnell umstellen kann wie seine Oberen, der an die Überzeugung von gestern erinnert, wenn die Oberen gerade dabei sind, sich im Vokabular einer neuen zu üben. Grübel versteht es nicht, sich schnell genug anzupassen.“
Damit grenzt er nicht nur Alois, sondern insgesamt den gesamten Volkskörper von eben diesen Oberen ab, die sich relativ problemlos von der jeweils für falsch erklärten Ideologie distanzieren können. Dabei treten die Charaktere Gorbach, Zerlebeck, Schmidt und Potz jedoch nicht als wandlungs-, hingegen aber als anpassungsfähige Personen auf. Mit dieser Unterscheidung zwischen den führenden Persönlichkeiten und dem einfachen Volk legt sich Walser darauf fest, dass das „verführte Volk nicht nur anständig geblieben, sondern auch noch zum Opfer der Verhältnisse geworden ist.“
„Auch die Verweise auf den Holocaust durch Woizeles Söhne und das blutige Ende der Angorahasen mit jüdischen Vornamen ändern hieran nichts, vielmehr dienen sie lediglich einer Ausbalancierung von deutschem und jüdischem Schicksal. Die indirekten Andeutungen auf den Mord an den Juden werden überlagert durch die Schilderung des armen – konkret: des von der Politik betrogenen – Deutschen, der in der Figur des Alois zum Opfer der Geschichte wird. Greift man die Metapher des Stücks auf, so erkennt man das deutsche Volk als Versuchskaninchen der Ideologien; Alois‘ Entmannung steht für die Entmündigung der ‚einfachen Leute‘.“
Walser leistet damit einen Beitrag zur Unterstützung der „Kollektivausrede der 50er Jahre“ und nimmt dadurch der Gesamtbevölkerung Deutschlands symbolisch die Schuld an den Gräueltaten in der NS-Zeit. Um zu überprüfen, inwieweit die Funktionsträger des Stücks als die Schuldigen dargestellt werden, ist ein detaillierter Blick auf deren Charaktereigenschaften, ihre Verhaltensweisen und die Machtkonstellation im Stück notwendig.
Betrachtet man diejenigen Personen, die im Jahr 1945 als Amtsträger auftreten und damit zur „Befehle erteilenden Gruppe gehören“, mit denen der nachfolgenden Jahre, lässt sich keine Veränderung feststellen: Während sich die politischen Systeme stets verändern, bleibt die Figuren- als Machtkonstellation dieselbe. „Das führende Personal hat sich angepasst: Gorbach wurde zum Bürgermeister gewählt, die Lehrer sind weiter im Schuldienst, Dr. Zerlebeck wird im Laufe der Szene rehabilitiert, Potz wurde lediglich vom Oberstudienrat zum Studienrat herabgestuft.“ Von einer Vergangenheitsbewältigung, die das Erlebte aufarbeitet und die Konsequenzen, wie beispielsweise den Ausschluss von Mitläufern und -tätern, mit sich bringt, kann hier nicht die Rede sein: „Die Gesellschaftsstruktur blieb nach dem Zusammenbruch der Diktatur und dem Aufbau der Demokratie unverändert.“
Drei der führenden Nationalsozialisten des Stückes, Potz, Schmidt und Zerlebeck, werden nicht ausschließlich durch ihre Funktion im System charakterisiert, sondern weisen zudem jeweils davon unabhängige Interessen und Stärken auf, die insbesondere in der Diskussion um Alois Hinrichtung eine zentrale Rolle spielen. Sowohl SA-Führer Potz als auch der SS-Arzt Dr. Zerlebeck verhindern, motiviert durch ihre jeweiligen Interessen, den Tod von Alois. Während Zerlebeck sich dafür einsetzt, Alois am Leben zu erhalten, da es sich um seinen ‚Fall‘ handle und die Untersuchung Alois’ der Wissenschaft und damit allen zugutekommt, lässt sich Potz von Alois wunderschönem Gesang ablenken, was zur Folge hat, dass er nicht mehr vehement für dessen Hinrichtung plädiert. Zuvor hat Schmidt mit seinem Interesse an den alemannischen Königsgräbern dazu beigetragen, die Stadt Brezgenburg nicht ausreichend auf die Verteidigung gegen die Franzosen vorbereitet zu haben. Damit sorgt das Spezialistentum in Eiche und Angora dafür, dass die Vernichtung weiterer Menschen vermieden wird.
Durch dieses Arrangement Walsers lässt sich die These, „dass ‚Eiche und Angora‘ die Thematik des Eichmann-Prozesses von 1961 auf die Bühne gebracht habe“ –zumindest was den Aspekt des Spezialistentums angeht – zurückweisen. Beim Eichmann-Prozess wurde Folgendes deutlich: „Das Spezialistentum der Schreibtischtäter hatte sich als eine Ursache für den reibungslos organisierten Massenmord entpuppt. Hannah Arendt prägte dafür die bekannte Formel von der ‚Banalität des Bösen‘. Walser reagiert in ‚Eiche und Angora‘ auf die negative Besetzung der den Deutschen vorgeworfenen Eigenschaft des Spezialistentums […]. Das Spezialistentums Eichmanns forderte unzählige Menschenleben, das Spezialistentums Schmidts, Zerlebecks und Potz‘ rettet Menschenleben.“

## Rezeption und Wirkung

### Aufführungen
Walsers Theaterstück Eiche und Angora wurde am 23. September 1962 im Schillertheater Berlin unter der Regie von Helmut Käutner uraufgeführt. Das Publikum, das die Uraufführung besuchte, reagierte gespalten. Grundlage für die Inszenierung bildete die erste Fassung von Eiche und Angora.
Neben Berlin brachten weitere Häuser sowohl in West-, als auch in Ostdeutschland sowie in weiteren europäischen Großstädten das Stück auf die Bühne. Bis 1988 wurde Eiche und Angora „im deutschsprachigen Raum mindestens sechzehmmal [sic!] inszeniert und erlebte 288 Aufführungen.“

### Kritik
Ähnlich wie beim Uraufführungspublikum waren die Meinungen der Kritiker gemischt. Neben lobenden Worten von zahlreichen Kritikern erhielt Walser im Jahr der Uraufführung zudem den Gerhart-Hauptmann-Preis für Eiche und Angora.
Trommler bezeichnete Walsers Werk als wichtigen „Beitrag zum deutschsprachigen Theater der Nachkriegszeit“, da es sich um „das erste deutsche Theaterstück [handele], das ‚den Blick auf die Kontinuitäten zwischen NS-Vergangenheit und westdeutscher Gegenwart“ lege. Hellmuth Karasek legt den Fokus in seiner Kritik insbesondere auf Walsers Geschick, „die provozierenden aber wichtigen Einsichten von Hannah Arendt auf die Bühne“ zu bringen: „Hier wurde mit dem Entsetzen Scherz getrieben, die Nazis, die auftraten, hatten wenig Ähnlichkeit mit Frankenstein, waren vielmehr persiflierter nationaler Durchschnitt, niemand forderte tragische Entscheidungen auf die Bühne, ,kurzum: deutsches Schicksal wurde nicht als Götterdämmerung, sondern als schäbiger Schwank vorgeführt. Dergleichen schockiert hierzulande.“
Vermutungen wurden laut, dass sich zahlreiche Zuschauer mit dem Gefühl des Angegriffen-Werdens konfrontiert sahen und aus ebendiesem Grund das Theaterstück ablehnten. Diese Vermutung äußerte auch der zeitweise in der DDR lebende Theaterkritiker Ernst Schumacher: „Und was die Distanz betrifft, so war sie bei der Uraufführung des Stücks im Westberliner Schillertheater […] so groß, daß ein Großteil des Publikums einfach rot sah. Wahrscheinlich waren es die Menschen, die es Walser übelnahmen, daß er sich tatsächlich nicht auf die Betrachtung ‚des Menschen‘ schlechthin beschränkte, sondern sehr hiesige, sehr heutige Menschen meinte, nämlich diejenigen, die aus dem Dritten ins Vierte Reich ebenso weich fielen wie Kuhfladen auf den Misthaufen.“ Neben Ernst Schumacher freuten sich weitere DDR-Kritiker „z. T. aus erkennbaren ideologischen Gründen, über jede Entlarvung der andauernden ‚faschistischen Tendenzen‘ in der BRD.“
Negative Worte fand insbesondere Johannes Jacobi bezüglich der Uraufführung von Eiche und Angora, dessen Kritik auch die Grundlage für Walsers zweite Fassung bildete: „Da hülfe nur radikales Beschneiden des stimmungshaften Rankenwerks, Konzentration auf die ‚Rollen‘ Alois, Gorbach und Anna […]. Das ergäbe zwei von demselben Zeitschicksal geschlagene, in entgegengesetzte Richtung auseinandertreibende Menschen als leidende Gegenspieler eines Phrasendreschers, der ‚oben‘ bleibt. Alle anderen Figuren müßten auf Zubringerdienste, auf Stichwortchargen verknappt werden.“
Die Reduzierung des Stückes „auf die Darstellung der ‚deutschen Misere‘ anhand der Figur des Alois Grübel ist somit eine Verbesserung gegenüber der ersten Fassung.“
Henning Rischbieter betitelte seine Kritik zur Berliner Uraufführung in der Zeitschrift Theater heute, die Eiche und Angora in derselben Ausgabe erstmals veröffentlichte, mit der rhetorischen Frage „War das Fiasko nötig?“. Dabei sah Rischbieter die Problematik nicht in der Textvorlage Walsers, die er durchaus würdigt, sondern führte den Misserfolg der Uraufführung u. a. auf die mangelnde Hingabe des Regisseurs, die unzureichende Vorbereitungszeit und das mangelhafte Bühnenbild zurück. Sein Fazit zum Theaterabend: „Die Berliner Aufführung von Eiche und Angora hat dem Stück mehr geschadet als genützt.“

## Ausgaben
Da das Publikum sowie die Kritiker nach der Uraufführung Walsers gespaltener Meinung zu seinem Werk waren, nahm Martin Walser Korrekturen an seiner Erstfassung vor und veröffentlichte im Jahr 1963 eine zweite Fassung von Eiche und Angora. Walser kürzte sein Stück nicht nur um zwei Szenen, sondern strich die Person Josef Woizele und dessen Geschichte heraus. „Die dramatische Grundstruktur wurde dabei nicht angetastet, es wurde lediglich die Thematik des Stückes konsequent an die Figur des Alois gebunden. Indem so das Schicksal des jüdischen Volkes nicht mehr direkt mit der ‚deutschen Misere‘ verknüpft wird, sondern jenes nur in der Metapher der Angorahasen, bzw. deren Felle genannt wird, erscheint diese in ihrer praktischen Konsequenz umso deutlicher.“
Im Jahr 1966/67 verfasste Martin Walser das Fragment Die Befreiung, welches eine Neufassung des zweiten Teils der vorherigen Ausgabe darstellte. 1968 wurde dieses Fragment „in dem von Siegfried Unseld herausgegebenen Band Aus aufgegebenen Werken […] veröffentlicht.“